# Základní hmota (geologie)
Základní hmota (geologie) je název, kterým se označuje jemnozrnná až sklovitá hmota mezi vyrostlicemi v porfyrických strukturách vyvřelých hornin. Je tvořena minerály menších rozměrů. Může být holokrystalická, hemikrystalická nebo sklovitá. U metamorfitů se používá také termín základní osnova nebo základní tkáň. U sedimentů je to primární jemnozrnná složka (například jíl), která uzavírá hrubší částice. Jako synonymum pro základní hmotu se také užívá slovo matrix. 

## Vlastnosti a vznik

### Vyvřelé horniny
Základní hmota vyvřelé horniny je buď sklovitá nebo velmi jemnozrnná, takže její jednotlivá minerální zrna lze rozllišit jen pod mikroskopem nebo alespoň lupou.
Vyrostlice mají velikost jako násobek zrnitosti minerálů základní hmoty a jsou jasně viditelné pod lupou nebo dokonce pouhým okem. Do jisté míry plavou v homogenní základní hmotě. Krystaly vyrostlic jsou obvykle idiomorfní (krystaly mají dobře vyvinuté plochy, nebyly během svého růstu ničím omezovány). Často se v celé hornině jedná jen o krystaly jednoho až tří- minerálů. V čedičích to je obvykle plagioklas, olivin a pyroxen, ve ryolitech většinou alkalický živec a křemen.Porfyrická struktura se vyskytuje hlavně ve vulkanických horninách, které byly zpevněny přímo na zemském povrchu jako lávové proudy nebo pouze v malé hloubce jako subvulkanity. Bimodální velikost zrna (zrna pouze ve dvou velikostech) je výsledkem dvoustupňového krystalizačního procesu:
- Nejprve se roztavená hornina velmi pomalu ochlazuje v magmatickém krbu hluboko pod zemí. První krystaly se vytváří, jakmile její teplota klesne pod teplotu tání příslušných minerálů. Tyto krystaly rostou v tavenině velmi pomalu a nerušeně.
- Sopečná erupce tlačí taveninu společně s krystaly, které se v ní již vytvořily, z magmatického krbu na zemský povrch. Tavenina se velmi rychle ochladí nebo dokonce zakalí. Tuhne tedy v amorfní formě nebo krystalizuje jen velmi jemně.

Rychle ochlazená tavenina tvoří základní hmotu horniny. Velké krystaly (vyrostlice), které před tím pomalu rostly v magmatickém krbu, jsou v ní uzavřeny. Příležitostně mají porfyrickou strukturu také plutonity. Je to tehdy, když v důsledku změny teploty nebo tlaku některé minerální fáze magmatu vykrystalizovaly rychleji než ostatní. V takovém případě je základní hmota jemná až středně zrnitá a vyrostlice dosahují velikosti několika centimetrů.

### Sedimentární horniny
V petrografii sedimentárních hornin termín matrix označuje jemnozrnné částice sedimentu, ze kterého hornina vzešla. Přesná definice velikosti zrna není, ale částice, které jsou menší než 20 až 30 µm, se obecně řadí k základní hmotě. Všechny větší částice sedimentu se nazývají komponenty. Údaje o velikosti zrn ukazují, že přesné zkoumání, které složky jsou matrix a které jsou složkami sedimentární horniny, nelze provádět v terénu, ale je třeba je provést pomocí zkoumání tenkého výbrusu pod mikroskopem.
Základní hmota sedimentů je primární složka usazené horniny. Je zřetelně jemnozrnnější než v ní uzavřené hrubší částice. Mluvíme o písčité základní hmotě slepenců, jílovité základní hmotě mnohých pískovců a siltovců, organodetritické základní hmotě, která uzavírá korálové trsy a podobně. Se základní hmotou se setkáváme tam, kde je sediment dostatečně diferencován (rozrůzněn), pokud jde o zrnitost. U dobře vytříděných usazenin jako jsou dunové písky nebo u pískovců až křemenců z nich vzniklých, základní hmota nebývá. Zvláště častá je jílovitá základní hmota u nedostatečně vytříděných psamitických hornin. U ní někdy rozlišujeme několik strukturních typů, a to na základě rozličného uspořádání jílových a jílovitých částic.
Pojem základní hmota je nutno odlišovat od pojmu tmel, který je druhotného původu a bývá nesprávně zaměňován se základní hmotou.